# 도잉크 더 클라운

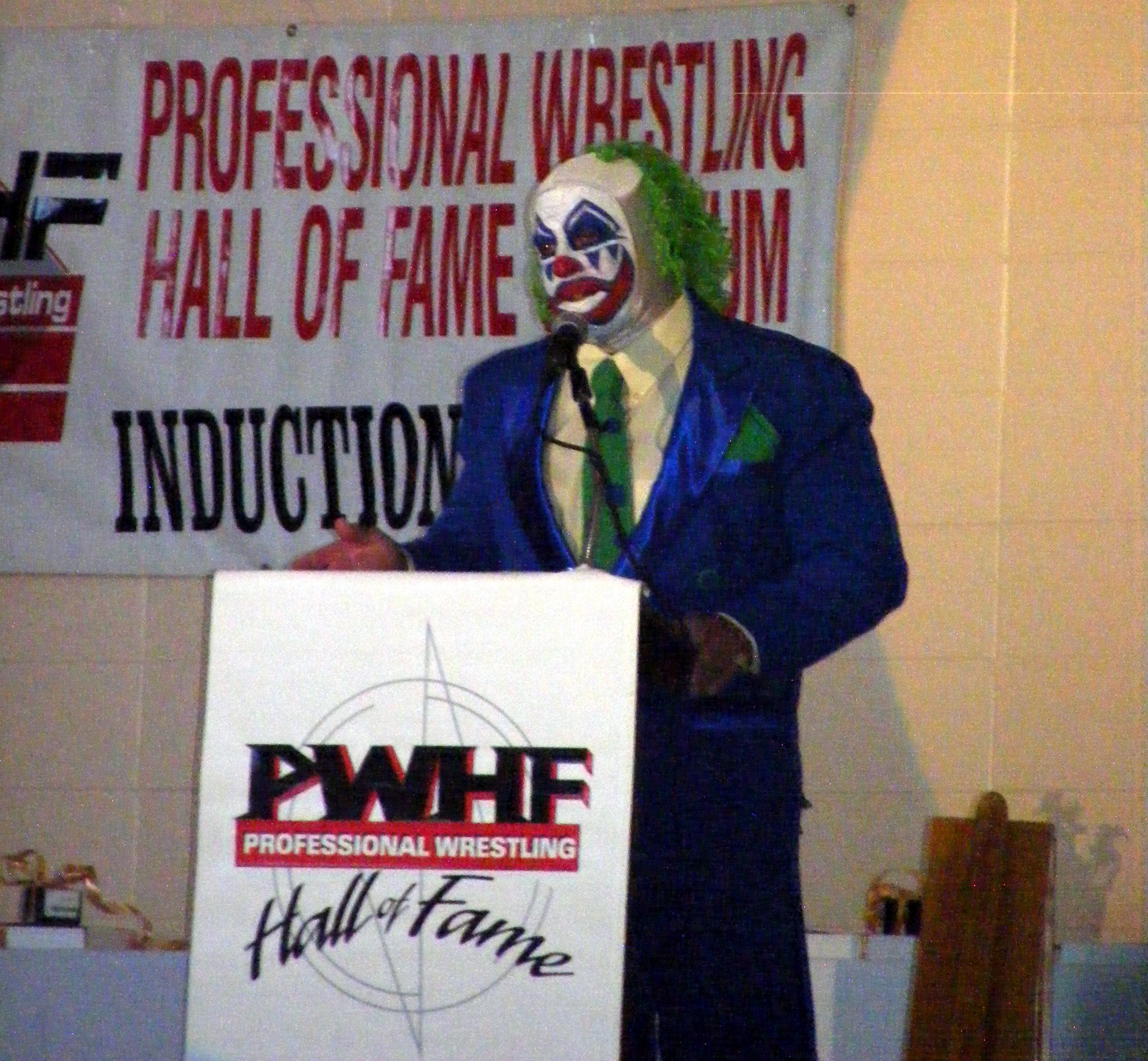

도잉크 더 클라운(Doink The Clown, 1957년 7월 27일 ~ 2013년 6월 28일)은 미국의 프로레슬링선수다. 1984년 프로레슬링에 입문하였으며 2012년 7월 2일 WWE RAW에서 히스 슬레이터를 상대로 깜짝 등장하지만, 승리를 거두진 못했다. 항상 피에로 분장을 하고 경기에 출현하는걸로 유명하다. 2013년 6월 28일 미국 텍사스주에서 WWE 일화성 복귀때 입은 뇌진탕으로 자택에서 숨지고 말았다. 피니쉬는 우피 쿠션(시티드 센톤), 스텀프 풀러(싱글 레그 인버티드 보스턴 크랩)로 두가지 피니쉬로 사용을 한다. 키는 182cm 몸무게는 110kg이다.